# Eydelstedt
Eydelstedt è un comune di 1.856 abitanti della Bassa Sassonia, in Germania.
Appartiene al circondario (Landkreis) di Diepholz (targa DH) ed è parte della comunità amministrativa (Samtgemeinde) di Barnstorf.

## Geografia antropica

### Suddivisioni amministrative
Oltre al capoluogo (Eydelstedt) il territorio comunale comprende anche le frazioni (Ortsteil) di Donstorf, Dörpel, Düste e Wohlstreck.